# Paul Davies (physicien)
Pour les articles homonymes, voir Paul Davies.
Paul Davies, AM, est un physicien et écrivain australo-britannique né à Londres le 22 avril 1946. Il est professeur à l'université d'État de l'Arizona. Ses travaux concernent principalement la théorie quantique des champs dans un espace-temps courbe. En dehors de la physique théorique et de la cosmologie, il s'est aussi penché sur l'astrobiologie et a pris la direction de SETI (Search for Extra-Terrestrial Intelligence) en 2005.
En 1995 il reçoit le prix Templeton. Il reçoit le prix Michael Faraday en 2002 pour ses travaux de vulgarisation.

## Publications
- God and the New Physics, 1983
- The Mind of God, 1992. Traduction française :  L'esprit de Dieu, Éditions du Rocher, 1995
- About Time, 1995
- Comment construire une machine à explorer le temps, 2007[1]
- Quantum Aspects of Life, 2008
- The Goldilocks Enigma : Why is the Universe Just Right for Life?, Penguin Adult, 2007, 368 p. (ISBN 978-0-14-102326-7, lire en ligne)
- The last three minutes Conjectures about the ultimate fate of the Universe. New York : Basic books, 1994, Science Masters